# Малыш, Андрей Леонидович
Андрей Леонидович Ма́лыш (р. 6 июля 1983, Киев) — украинский профессиональный баскетболист. Играет в амплуа тяжёлого форварда.

## Биография
Андрей Малыш — воспитанник киевского баскетбола, профессиональную карьеру начал в 2000 году в составе столичного БК «Киев». За четыре сезона в команде, трижды, в 2001, 2002 и 2004 годах, становился серебряным призёром чемпионата Украины. В 2004 году Малыш перешёл в другой киевский клуб, «Будивельник», за который играл до 2007 года. С 2008 по 2009 годы он по сезону выступал за сумской «Сумыхимпром» и «Черкасские мавпы», затем вернулся в Будивельник. В 2011 году Малыш помог команде выиграть чемпионат Украины, в сезоне 2011/2012 был капитаном команды. В августе 2012 года Малыш перешёл в БК «Донецк». С 2016 по сегодняшнее время играет в команде «Планета Баскетбол», которая выступает в Лиге Героев.
Окончил факультет экономики и управления Киевского национального экономического университета в 2006 году.

## Достижения
- Чемпион Украины: 2011
- Вице-чемпион Украины (4): 2001, 2002, 2004, 2010
- Обладатель Кубка Суперлиги: 2012